# FVWM95
FVWM95とは、Xウィンドウシステムにて動作するウィンドウマネージャ。FVWMのバージョン2から派生したもので、Windows 95に酷似した外観が特徴。
1995年頃のパソコン業界を席巻していたWindows 95の外観をUnixライクOSで再現できることから当時は人気があり、Red Hat Linuxもバージョン5.0でデフォルトのウィンドウマネージャとして採用していた。